# Himmelhorn

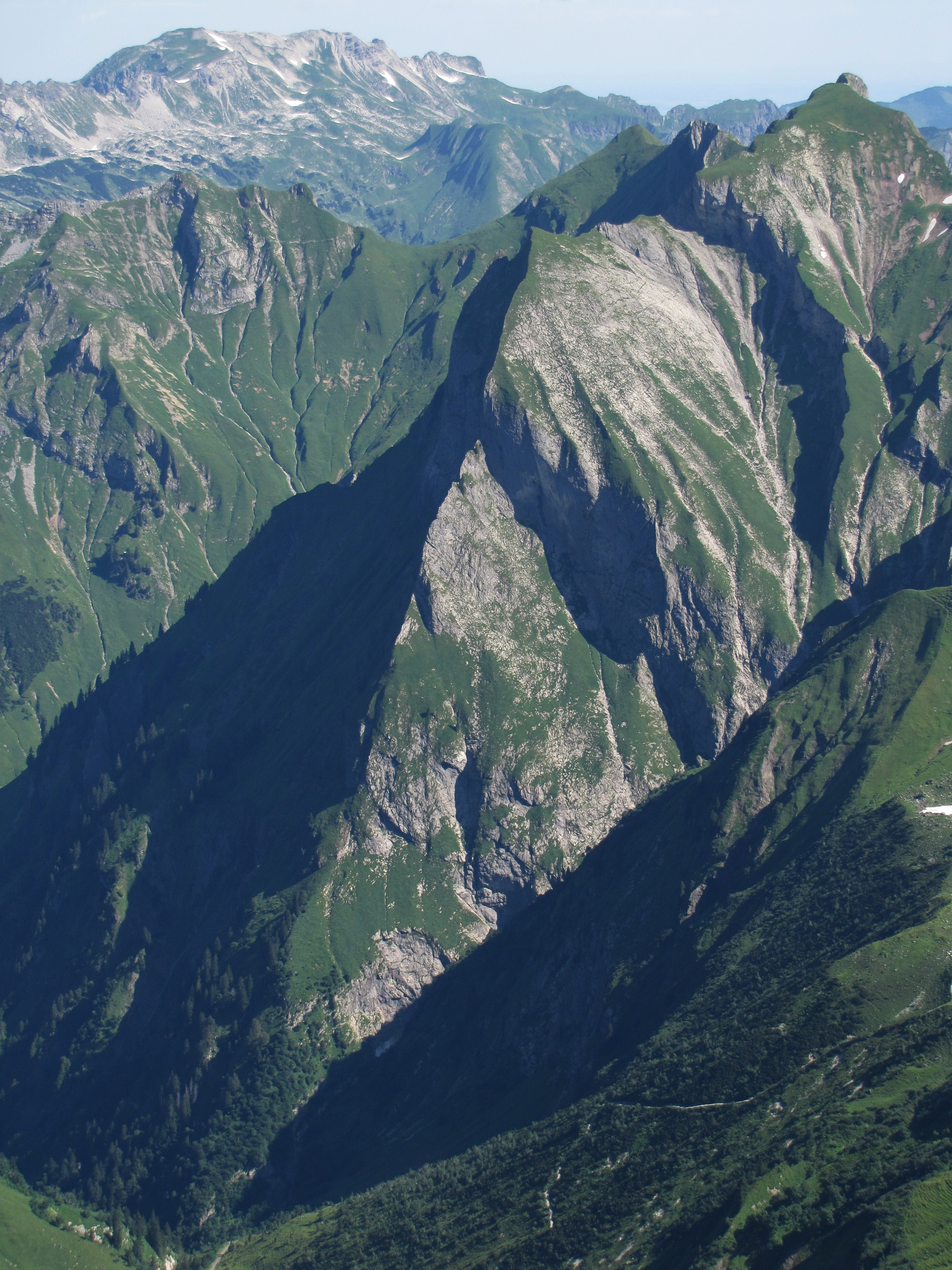
Kompletter Rädlergrat vom Rauheck

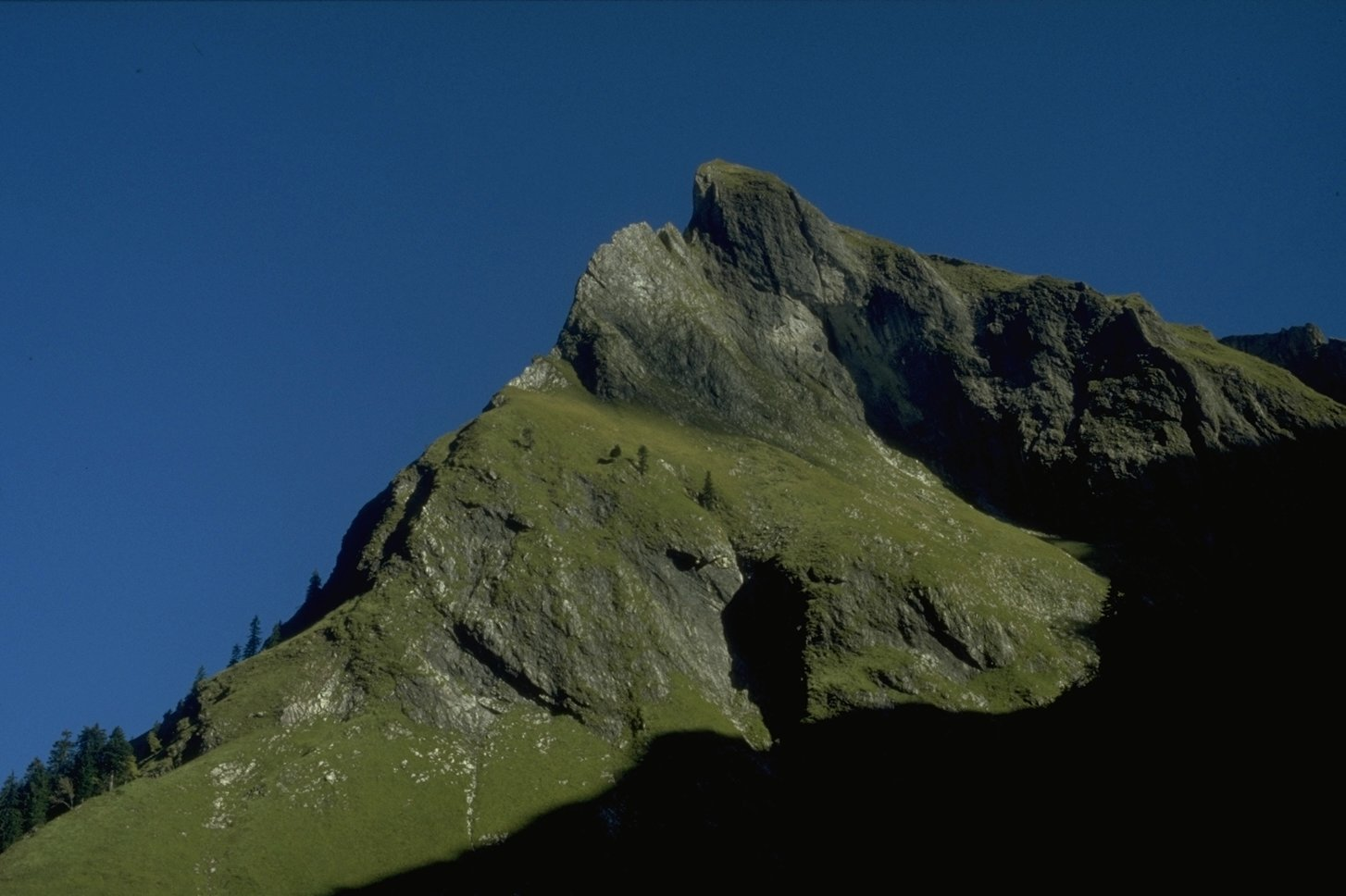
Rädlergrat am Himmelhorn vom Stuibenfall

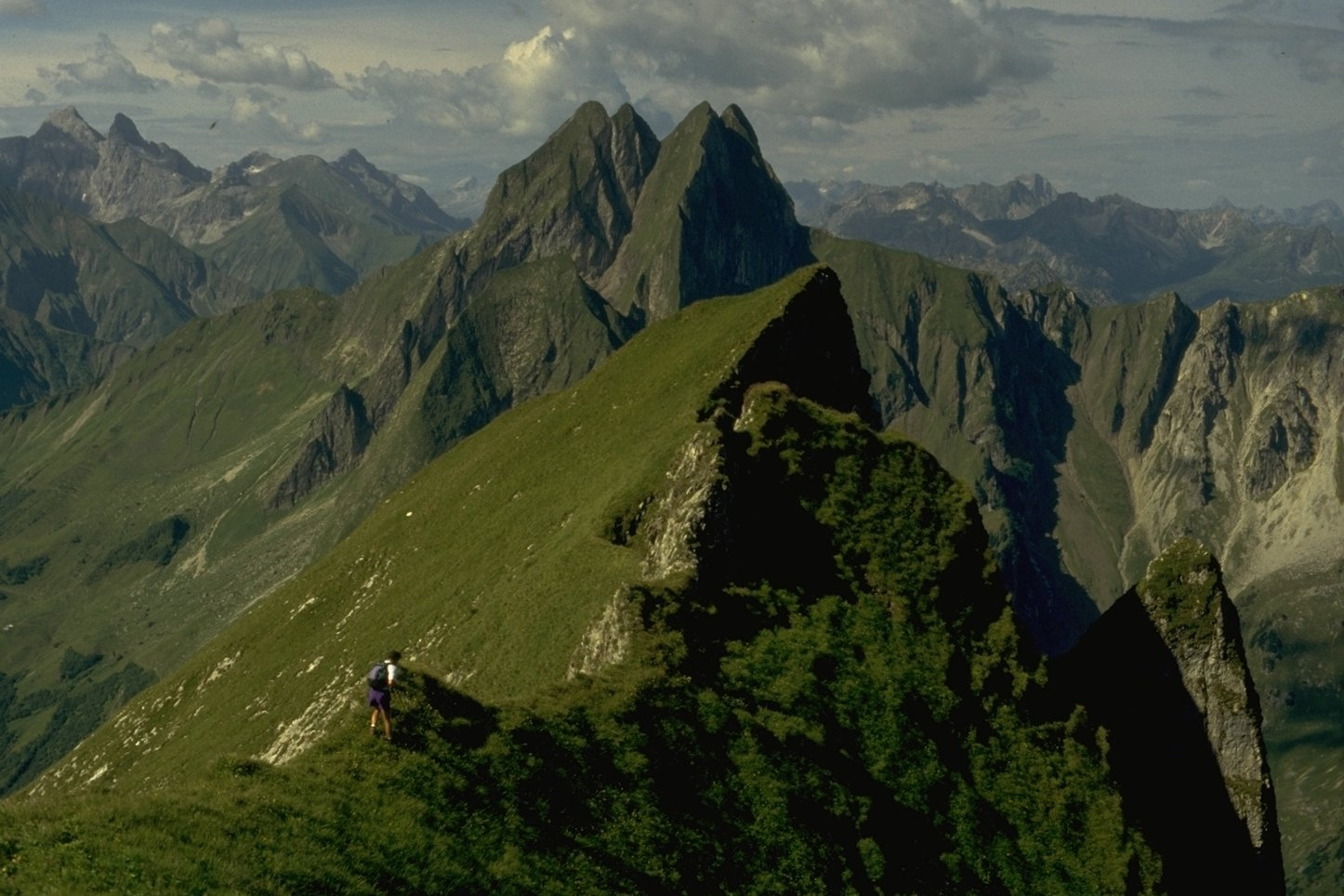
Himmelhorn mit Höfats

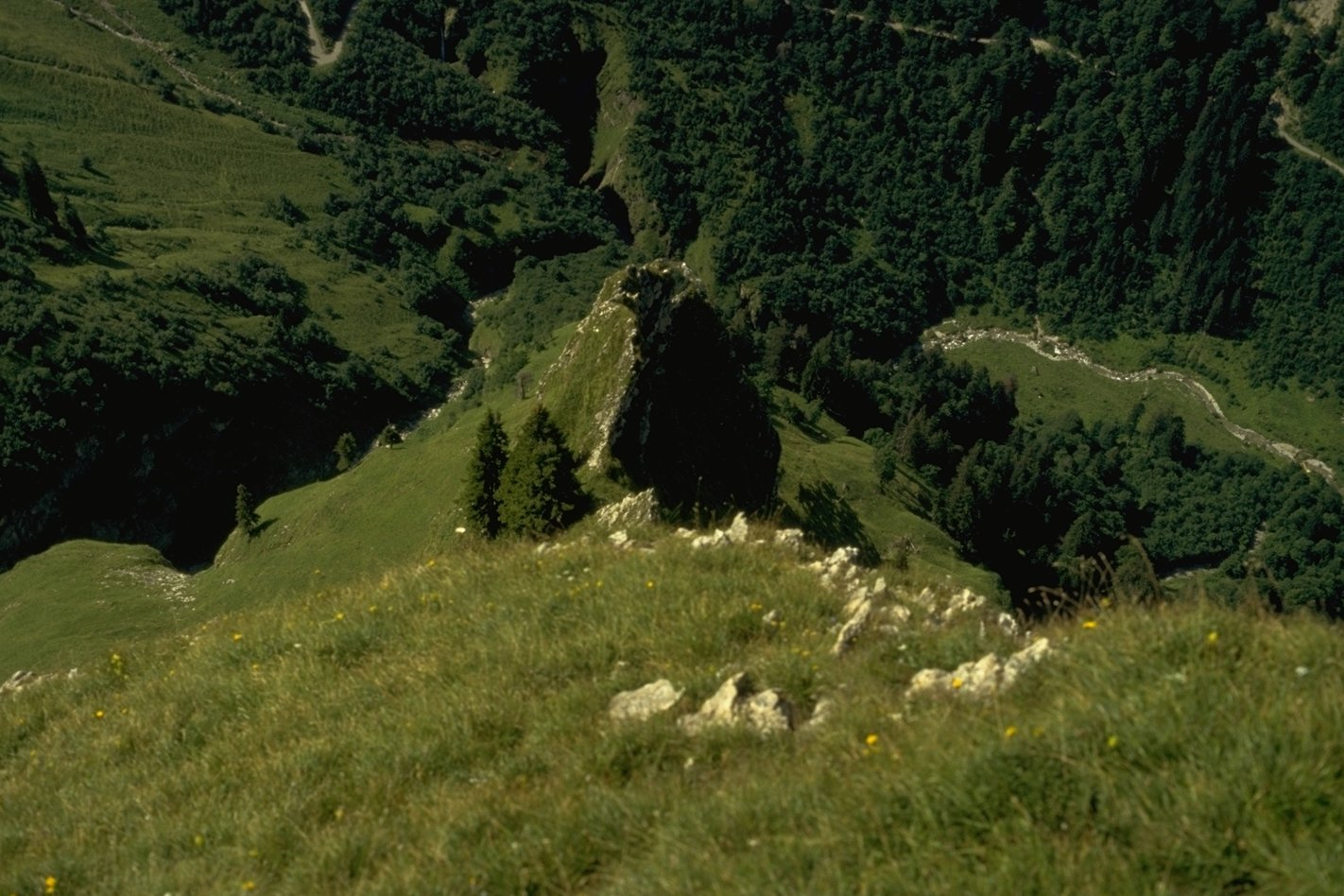
Ausstieg des Rädlergrates mit Grat

Das Himmelhorn ist eine 2111 m ü. NHN hohe Kammerhebung in den Allgäuer Alpen.

## Lage und Umgebung
Es ist kein selbständiger Gipfel, sondern nur ein Kulminationspunkt des vom Schneck nach Südsüdwesten streichenden Grasgrates, an dem sich der Grat gabelt und in äußerst steilen Gras- und Felsflanken in das Oytal abstürzt.

## Botanik
Die Botanik des Himmelhorns ist ähnlich reichhaltig wie die von Höfats oder Schneck.

## Anstiege
Bekannt wurde das Himmelhorn durch die Ersteigung des Rädlergrates im Jahr 1910. Auf das Himmelhorn führt kein markierter Weg. Alle Anstiege sind mehr oder weniger schwierige Grasklettereien und erfordern sehr gute Klettererfahrung, Trittsicherheit und Schwindelfreiheit. Die schwierigeren Anstiege am Himmelhorn gehören zu den anspruchsvollsten und gefährlichsten Grasklettereien in den Allgäuer Alpen.

### Vom Himmelecksattel
- Schwierigkeit: II
- Zeitaufwand: 3/4 Stunden
- Ausgangspunkt: Himmelecksattel
- Erstersteiger: unbekannt
- Bemerkung: Gras- und Schrofenkletterei, teilweise sehr ausgesetzt, schlechte Sicherungsmöglichkeiten

### Vom Schneck-Vorgipfel
- Schwierigkeit: II
- Zeitaufwand: 3/4 Stunden
- Ausgangspunkt: Schneck-Vorgipfel
- Erstersteiger: unbekannt
- Bemerkung: Gras- und Schrofenkletterei, teilweise sehr ausgesetzt, besonders der Abstieg durch die 70° steile Grasflanke zu den hohen Gängen, schlechte Sicherungsmöglichkeiten

### Westwand
- Schwierigkeit: VI
- Zeitaufwand: 4½ Stunden
- Ausgangspunkt: Laufbach-Tal
- Erstersteiger: Faschingleitner, Zint, 1932
- Bemerkung: praktisch kaum mehr begangen

### Südwand
- Schwierigkeit: VI, A2, A3
- Zeitaufwand: 3–5 Stunden
- Ausgangspunkt: Stuibenfall
- Erstersteiger: M. Tauscher, W. Teufele, 1958

### Südwand, „Sky Ride“
- Schwierigkeit: IX- bzw. VII/A1
- Ausgangspunkt: Stuibenfall
- Erstersteiger: Matthias Robl und Alexandra Plattner, 2000[1]

### Rädlergrat
Der Rädlergrat, eine (Gras-)Klettertour, führt vom Stuibenfall im hinteren Oytal bei Oberstdorf über den Südwestgrat auf das Himmelhorn. Er wurde im Jahre 1910 vom Lehrer Hermann Rädler aus Langenwang im Alleingang erstbegangen. Seine Route führte im letzten, oberen Teil durch eine äußerst unzuverlässige, mürbe Gras- und Felswand auf den flacheren Teil des Grates und weiter zum Gipfel des Himmelhorns. In diesen 20 Meter Kletterstrecke (Schwierigkeit V+) gibt es praktisch keine Sicherungsmöglichkeit, sodass es in der Vergangenheit zahlreiche tödliche Abstürze gab, beispielsweise 1956 den tödlichen Absturz einer Seilschaft dreier Brüder aus Oberstdorf.
Aufgrund der zahlreichen Unfälle wird die Originalroute heute nicht mehr begangen, stattdessen die technisch schwierigere, aber etwas sicherere Variante, die durch den senkrechten, obersten (westlichsten)
Bereich der Himmelhorn-Südwand führt (Schwierigkeit VI-, A2). Trotzdem bleibt der Rädlergrat ein nicht zu unterschätzendes Unternehmen, das auch Mitte des 20. Jahrhunderts
namhaften Felskletterern wie Gaston Rébuffat Respekt eingeflößt hat, auch wegen des nicht zu unterschätzenden Zustiegs über steile, grasdurchsetzte Felsflanken vom Beginn des ehemaligen
Gaisbachtobelwegs. Aufgrund der Kombination von brüchigen Felspassagen mit sehr steilen Grasflanken (wie bei der Höfats) ist der Rädlergrat auch für sehr gute Kletterer eine Herausforderung.
Der Rädlergrat verdankt seinen Nimbus nicht nur der Gefährlichkeit und den technischen Schwierigkeiten,
sondern auch den botanischen Schönheiten, die dieser Anstieg beherbergt. Heutzutage wird der Rädlergrat im Durchschnitt zwei- bis dreimal pro Jahr begangen.

## Das Himmelhorn in der Literatur
- Drei am Himmelhorn (Born Verlag, Kassel 1958) ist der Titel eines Buches des Pfarrers Arno Pagel. Als Grundlage für seine christliche Ausdeutung eines Unfalls im Jahr 1956, bei dem drei Brüder starben, dienten ihm Schilderungen der Eltern der Unfallopfer.[2]

- Himmelhorn ist der Titel des 2016 erschienenen neunten Krimis um den Allgäuer Kommissar Kluftinger der deutschen Schriftsteller Michael Kobr und Volker Klüpfel. In diesem fiktiven Fall ermittelt Kluftinger in einem vermeintlichen Bergunfall, bei dem drei Bergsteiger am Rädlergrat ums Leben kamen.[3]